# Seconda battaglia di Ypres
La Seconda battaglia di Ypres, chiamata anche seconda battaglia delle Fiandre, fu combattuta nei mesi di aprile e maggio 1915 durante la prima guerra mondiale, presso la cittadina belga di Ypres.

## Svolgimento degli eventi
Fu il primo caso sul fronte occidentale in cui furono utilizzate su larga scala armi chimiche e la prima volta in cui una forza proveniente dalle Americhe (le truppe canadesi) si impose sulle truppe di una potenza europea sul suolo del vecchio continente, precisamente negli scontri avvenuti a Saint Julien (Bois-de-Cuisineres).
Fu costituita da quattro battaglie separate:
- Battaglia di Gravenstafel, 22 e 23 aprile 1915
- Battaglia di Saint Julien, 24 aprile - 4 maggio 1915
- Battaglia di Frezenberg, 8 - 13 maggio 1915
- Battaglia di Bellewaarde, 24 e 25 maggio 1915

### L'attacco coi gas a Gravenstafel
Alle 17.30 del 22 aprile i tedeschi rilasciarono, da 5730 bombole, 168 tonnellate di un gas di cloro su un fronte di circa sei chilometri, causando circa 5000 morti nello schieramento alleato nel giro di dieci minuti. Il gas colpiva i polmoni e gli occhi causando problemi respiratori e cecità. Essendo più denso dell'aria, il gas tendeva a raccogliersi sul fondo delle trincee, forzando gli occupanti ad abbandonarle.
I primi ad essere colpiti furono i soldati delle truppe coloniali algerine della 45ª Divisione, in seguito anche quelli dell'87ª Divisione territoriale francese. I sopravvissuti abbandonarono le posizioni in massa, lasciando una breccia di sei chilometri nella linea del fronte. Gli stessi tedeschi tuttavia non avevano previsto una tale efficacia della nuova arma, non erano quindi state predisposte truppe sufficienti a sfruttare l'occasione favorevole. La Divisione canadese riuscì così a ripristinare la continuità della linea e a mantenerla nonostante i successivi attacchi col gas fino al 3 maggio.
I venti soffiavano in favore dei tedeschi; ciò significava che qualunque arretramento di posizioni di portata inferiore ad una vera e propria ritirata avrebbe lasciato le forze alleate in aree contaminate. I canadesi, inizialmente tenuti in riserva nelle retrovie, si resero conto che l'unico posto dove era possibile trovare aria pulita era il più vicino possibile alle linee tedesche: avanzarono dunque usando come primitive maschere antigas dei fazzoletti imbevuti di urina (l'ammoniaca in essa contenuta reagisce col cloro neutralizzandolo). Sebbene la battaglia fosse considerata inconcludente, l'aver ristabilito la continuità del fronte in tali condizioni guadagnò ai canadesi il massimo rispetto, e ne prefigurò l'uso, più avanti nella guerra, come truppe d'assalto, sebbene 1000 di essi fossero rimasti uccisi in quest'occasione, e 4975 feriti, su una forza di 10000

### Bois-de-Cuisineres
Il nome di questo bosco di querce ("bosco dei cucinieri", in inglese Kitcheners' Wood) deriva dal fatto che le truppe francesi vi avevano impiantato le proprie cucine da campo. Il 10º Battaglione della 1ª Brigata canadese ricevette l'ordine di contrattaccare questa posizione; le truppe si raccolsero dopo le 23 del 22 aprile. Il 16º Battaglione della 2ª Brigata arrivò nel mentre, con l'incarico di supportare l'attacco. Entrambi i battaglioni contavano oltre 800 uomini e si disposero su ondate di due compagnie l'una.
L'ordine di avanzata fu dato alle 23.46. Le ondate di testa del 10° riuscirono a coprire metà della distanza che le separava dal bosco, incappando in uno sbarramento rinforzato da filo spinato. Non era stata fatta nessuna ricognizione prima, e il battaglione fu costretto ad abbattere l'ostacolo coi calci dei fucili, ricevendo fuoco dai mitraglieri tedeschi distanti circa 200 metri. Entrambi i battaglioni riuscirono a coprire la restante distanza, cacciando i tedeschi dal bosco, ma patendo oltre il 75% di perdite. Il comandante del 10º Battaglione, tenente colonnello Boyle, venne ferito mortalmente nei primi momenti dello scontro, colpito cinque volte all'inguine da una mitragliatrice tedesca.

### Dopo la battaglia

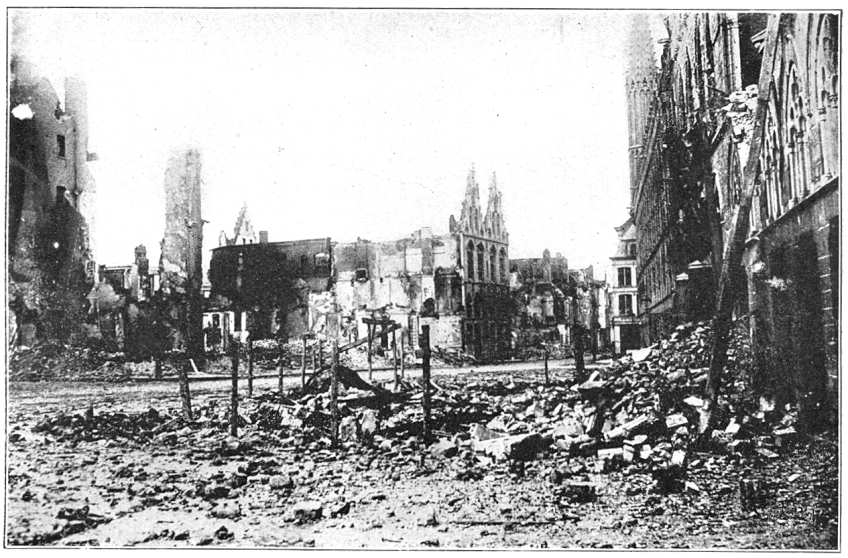
Rovine di Ypres nei pressi della piazza del mercato.

Si è sostenuto che se i tedeschi fossero stati preparati ad approfittare del vantaggio conseguito, da questa battaglia sarebbe risultato uno sfondamento diretto su Parigi che avrebbe posto fine alla guerra. L'uso di gas tossici non era al suo esordio storico, giacché si era già visto sul Fronte orientale, ma giunse come una sorpresa per gli Alleati. Dopo questa battaglia, entrambe le parti svilupparono armi chimiche più sofisticate, e conseguenti contromisure, cosicché mai più in seguito i gas furono una sorpresa, né ebbero un effetto particolarmente determinante.
L'inadeguatezza dei metodi di addestramento e di impiego nelle truppe alleate furono evidenziati dalle tattiche ormai antiquate adottate a Bois-de-Cuisinieres e a St. Julien, e le tattiche delle truppe coloniali sarebbero state lente ad evolvere. Ad Ypres l'unità tattica minima della fanteria era la compagnia; nel 1917 sarebbe stata la sezione.